# Aedes aurotaeniatus
Aedes aurotaeniatus är en tvåvingeart som beskrevs av Edwards 1922. Aedes aurotaeniatus ingår i släktet Aedes och familjen stickmyggor.
Artens utbredningsområde är Filippinerna. Inga underarter finns listade i Catalogue of Life.